# سعادة (الجوبة)

تعديل مصدري - تعديل

سعادة هي إحدى قرى عزلة نجا بمديرية الجوبة التابعة لمحافظة مأرب، بلغ تعداد سكانها 71 نسمة حسب تعداد اليمن لعام 2004.